# Kaminaljuyu

Cartina del sito

Kaminaljuyu è un sito archeologico pre-colombiano della civiltà Maya. Alla prima documentazione su mappa, fatta da E. M. Shook in qualche decennio a partire dagli anni 30 del XX secolo, si erano evidenziati 200 piattaforme e monticelli piramidali, metà dei quali creati attorno alla fine del periodo preclassico, 250 d.C.
Le parti conosciute di Kaminaljuyu si trovano su una pianura, nella parte occidentale della moderna Città del Guatemala. La valle del Guatemala è circondata da colline.
La città aveva un ruolo importante nella regione maya meridionale nel periodo preclassico, specialmente nel periodo "Miraflores", dal 400 al 100 a.C.; la regione meridionale è stata importante nello sviluppo della civiltà Maya.

## Scavi archeologici
Dal 1900 al 2000 sono stati sviluppati più di 50 progetti archeologici nella zona di Kaminaljuyu. Oltre agli scavi, degli studiosi, come Alfred Maudslay e Samuel K. Lothrop, sono stati registrati la posizione e la struttura di rocce e sculture, ed eseguite mappe del sito. Nel 1925 Manuel Gamio fece degli scavi limitati, trovando dei ricchi depositi culturali contenenti figurine in argilla da ciò che vennero in seguito chiamate "Culture del mezzo" della Mesoamerica (dal quindicesimo secolo a.C. al 150 d.C.). Una decina d'anni più tardi venne scoperta una struttura sepolta dalla vegetazione. Villacorta usò una parola della lingua K'iche' per dare un nome al sito. La monografia di Kidder, Jennings, e Shook venne pubblicata dall'istituto Carnegie. Shook e Kidder hanno pubblicato un resoconto e descrizioni del ritrovamento del tumulo "Miraflores", il più grande nel sito. Negli edifici sono state trovate delle tombe regali, appartenenti ai governatori durante l'apogeo della Kaminaljuyu preclassica.
All'inizio degli anni 50 Heinrich Berlin fece scavi e trovò un tumulo grande nel nucleo preclassico della città. Negli anni '60, la Pennsylvania State University finanziò e produsse scavi a Kaminaljuyu sotto la direzione di William Sanders. Negli anni '90 Marion Popenoe de Hatch e Juan Antonio Valdés fecero scavi nella porzione meridionale del sito, e una squadra giapponese fece ricerche presso un tumulo vicino al parco archeologico moderno.

## Storia

### Culture di Las Charcas e Arévalo
Kidder, Jennings e Shook spiegano che a Kaminaljuyu si venne a formare una "cultura intermedia" precedente alla cultura vera e propria che si sviluppò tempo dopo in Mesoamerica. Questo conferma che a Kaminaljuyu ci fu un'importante svolta nello sviluppo sociale e culturale della regione. Le culture in questa fase erano organizzate in semplici capitanerie ed erano comunità agricole ben organizzate.
Nel corso di molti anni, Shook e Kidder hanno studiato la sequenza cronologica dei tipi di ceramica. I primi insediamenti nella zona risalgono alla fase di Arévalo, tra il 1100 e il 1000 a.C. Quando la cultura di Las Charcas entrò in declino tra il 1000 e il 700 a.C., Kaminaljuyu iniziò a sviluppare istituzioni religiose e civili. Degli elementi lasciati dalla cultura di Las Charcas si trovano a El Naranjo; e ad El Portón, Takalik Abaj ed altri.
Gli scavi indicano che nella zona si coltivavano mais, cotone, avocado, cacao, fagioli e sapodilla (zapote blanco). Si praticava anche l'arboricoltura, la tessitura e la modellazione della ceramica. Si seguivano pratiche religiose che in seguito si evolvettero ed espansero nelle altre regioni della Mesoamerica, tra cui la costruzione di tumuli con funzione di siti funerari e templi amministrativi, lo sviluppo di un pantheon di divinità, un culto delle stele, e la cattura di prigionieri di guerra da sacrificare agli dei.

### Il "Miraflores"
L'apice dello sviluppo del sito nel Preclassico avvenne durante una fase chiamata "Miraflores" dagli archeologi, un nome che indicava una fase ceramica del Tardo Preclassico ma che è stata divisa in due parti, la fase Verbena e la fase Arenal. I resti risalenti al Preclassico sono abbondanti a Kaminaljuyu; Shook e Kidder spiegano che nel tumulo E-III-3 "...ci sono circa 200 frammenti di ceramica per metro cubo [all'interno del tumulo] per un totale di circa 15 milioni di frammenti... presumendo che 30 frammenti costituiscano un oggetto, si hanno almeno 500.000 oggetti completi che sono stati usati per riempire il tumulo." Ciò che Kidder, Jennings, e Shook chiamano Culture Medie sono ora considerate parte del periodo Medio Preclassico, che va dall'anno 1000 a.C. al 400 a.C., e del Tardo Preclassico, dal 400 a.C. al 250 d.C.
Nella fase "Miraflores" vennero erette molte sculture, nelle piazze e di fronte a piattaforme e templi. I monumenti venivano scolpiti in forma di rospi, pipistrelli, gufi, giaguari e serpenti; molto importante era la figura del dio uccello, una forma primitiva di Itzam Yeh, dio di Xibalbá, il mondo dei morti. Esistevano divinità classiche come il dio del mais, gli eroi gemelli, e un dio mercante. La città fungeva anche da snodo commerciale e capitale continuando a essere un centro importante nel periodo Classico anche dopo una evoluzione delle tradizioni e un possibile rimescolamento etnico alla fine del Preclassico.

#### Regno sacro
I troni enormi e le stele testimoniano l'importanza del periodo "Miraflores" a Kaminaljuyu. La Stele 10, un frammento di un trono gigantesco, rappresenta una scena di decapitazione, che mostra un governatore mascherato atto a impersonare un giaguaro dell'oltretomba, con in mano un'ascia. Il Monumento 65 rappresenta tre governatori seduti. Quasi ogni anno si trovano frammenti appartenenti a grandi sculture quando si svolgono opere di demolizione e costruzione municipale. Molti monumenti venivano scolpiti con simboli, testimoniando che "le classi élite di Kaminaljuyu erano alfabetizzate in un momento in cui le altre genti Maya stavano forse ancora progettando un metodo di scrittura".

#### Sistemi idrici
Negli ultimi venti anni degli archeologi hanno trovato dei sistemi idrici nella zona meridionale della Kaminaljuyu del periodo Miraflores, determinando che vi fosse una società gerarchica che si occupava della supervisione e manutenzione dei canali. Questi sistemi vennero costruiti e rifiniti fino alla fine del Preclassico.

### Culture di Esperanza e possibile influenza di Teotihuacán
Due tumuli riportati alla luce da Kidder, Jennings, e Shook contengono tombe di governatori del periodo Esperanza.
Nel tumulo A la tomba è stata trovata in una scavatura, con parti di teschi umani e pezzi di ceramica. La tomba conteneva i resti di otto persone. Uno dei cadaveri ha ricevuto particolare attenzione in quanto vicino ad esso vi erano gioielli e offerte, tra cui collane di giada, conchiglie, una lama di ossidiana, il carapace di una tartaruga, e ceramiche.
Le tombe dei tumuli A e B sono particolari in quanto le ceramiche sono in stile di Teotihuacán. Teotihuacán fu la maggiore città nella Mesoamerica antica, che aveva esteso la propria influenza in molti siti verso meridione, come Tikal, Piedras Negras e Copán.
In questo periodo vennero costruiti dei giardini per il gioco della palla, di cui dodici sono stati riportati alla luce.

## Economia
Dei letti di ossidiana, chiamati El Chayal (chayal significa ossidiana in lingua Maya Kakchikel), furono la fonte di materiale più importante per la città, e contribuì a rafforzare la sua posizione nella regione Maya meridionale nel periodo Classico. L'ossidiana dei letti di Chayal è di colore nero.
Oltre all'ossidiana, la zona in cui Kaminaljuyu si trovava fece in modo che la città fosse un nesso, o snodo, importante per il commercio tra la gente della costa dell'oceano pacifico e quella delle terre basse maya. Dal mare giungevano sale, pesce e conchiglie, mentre dalle terre giungevano cacao, pelli di giaguaro, piume di uccelli e prodotti della giungla.